# Denise Voïta
Pour les articles homonymes, voir Voïta.
Denise Voïta née le 14 mars 1928 à Marsens (canton de Fribourg) et morte le 11 avril 2008 à Lausanne est une artiste, dessinatrice et peintre suisse. 

## Biographie
Ses parents sont Pierre Voïtachevski et Geneviève Dusseiller. Son père est directeur de l'hôpital psychiatrique de Marsens. Sa mère est genevoise  d'origine tandis que son père est ukrainien. De 1948 à 1952 elle fréquente l'école cantonale de dessin au sein de la section des arts appliqués à Lausanne . De 1961 à 1986 elle  fait une trentaine de cartons de tapisserie. En 1962 et en 1987 elle participe à la Biennale internationale de la tapisserie qui se déroule à Lausanne. En 1967 elle devient membre fondatrice du Groupe des cartonniers-lissiers romands,,.